# Johnson & Johnson

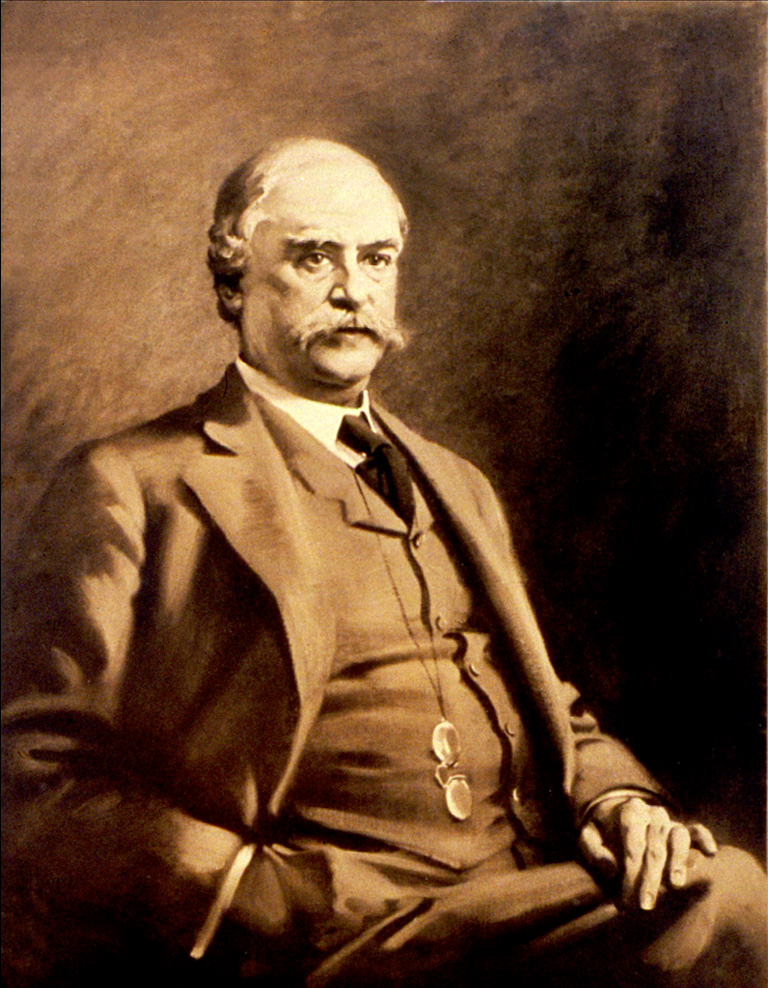
Robert Wood Johnson

Johnson & Johnson (NYSE: JNJ) is een wereldwijd Amerikaans bedrijf dat actief is in de farmaceutische industrie met medicijnen en apparatuur.

## Geschiedenis
JNJ werd opgericht in 1886 door drie broers: Robert Wood Johnson, James Wood Johnson en Edward Mead Johnson. Het eerste product was een verband met een bacteriedodend middel. Het bedrijf kreeg in 1944 een notering op de New York Stock Exchange en maakt, onder andere, deel uit van de Dow Jones Industrial Average-aandelenindex.
In 1961 kocht JNJ het Belgische bedrijf Janssen Pharmaceutica. In 1999 nam het Centocor over, nu Janssen Biotech, een belangrijke speler op het vlak van monoklonale antistoftechnologie. In 2006 volgde de overname van de consumentendivisie van Pfizer. JNJ behaalde ruim viermaal de jaaromzet, namelijk US$ 16,6 miljard voor activiteiten die in 2005 een omzet behaalden van US$ 3,9 miljard. Het bedrijf werd steeds groter.
In oktober 2010 bracht JNJ een bod uit op het Nederlandse bedrijf Crucell. JNJ had al 18% van de aandelen Crucell in handen en bood in totaal 1,75 miljard euro voor de resterende 82% van de aandelen. De transactie werd in februari 2011 afgerond. JNJ was vooral geïnteresseerd in de vaccins tegen ziekten zoals hepatitis, griep, tyfus en cholera. Vaccins zijn aantrekkelijk voor de farmaceutische industrie, omdat de verkoop sneller stijgt dan de verkopen van receptplichtige geneesmiddelen en ze minder worden geconfronteerd met concurrentie van generieke geneesmiddelen. Vanaf oktober 2014 is Crucell opgegaan in Janssen Pharmaceutica.
In november 2021 maakte het bedrijf bekend de consumenten activiteiten te gaan afsplitsen. In mei 2023 werd dit gerealiseerd. Het onderdeel gaat verder als Kenvue en heeft een eigen beursnotering gekregen. In Kenvue zijn bekende merknamen opgegaan als Tylenol, Band-Aid, Listerine, Aveeno, Neutrogena en babypoeder en shampoo die onder de Johnson & Johnson naam worden verkocht. Kenvue behaalt een jaaromzet van US$ 15 miljard met een nettowinstmarge van circa 10%. JNJ deed deze afsplitsing om zich te focussen op farmaceutische producten en medische hulpmiddelen. Direct na de beursnotering had JNJ nog bijna 90% van de aandelen Kenvue in handen, maar dit daalde naar minder dan 10% in augustus 2023.
In december 2022 werd Abiomed, een Amerikaanse producent van hartpompen, overgenomen. JNJ betaalde US$ 16,6 miljard. Het bedrijf werd in 1981 opgericht en in 2008 werd de Impella hartpomp toegestaan voor gebruik in de Verenigde Staten. In het gebroken boekjaar tot maart 2022 realiseerde Abiomed een omzet van iets meer dan 1 miljard dollar.
In mei 2024 werd Shockwave Medical overgenomen. JNJ betaalde US$ 13 miljard, inclusief bestaande schulden van Shockwave. Met deze koop versterkt JNJ zijn positie met betrekking tot hartkwalen. In augustus 2024 volgde de overname van V-Wave, een koop die JNJ maximaal US$ 1,7 miljard kan gaan kosten. Ook dit bedrijf is gespecialiseerd in hartproblemen en de transactie zal nog dit jaar worden afgerond.

## Activiteiten
JNJ heeft de activiteiten verdeeld over twee divisies: geneesmiddelen en medische apparaten. Geneesmiddelen is het grootste bedrijfsonderdeel en was in 2023 goed voor twee derde van de omzet en de rest zijn medische apparaten. Per jaar geeft het bedrijf zo'n 17-18% van de omzet uit aan R&D. In 2023 was de omzet US$ 85 miljard, min of meer gelijk verdeeld over de Verenigde Staten en de rest van de wereld.
Het bedrijf verhandelt antilichamen Remicade, Stelara, Simponi, Reopro voor mensen net herstellende van een hartinfarct, hechtmaterialen onder de naam EthiconEndo, protheses onder de merknaam DePuy en producten voor endoscopische chirurgie onder de verzamelnaam EthiconEndo Surgery.
Het hoofdkantoor staat al sinds de oprichting in New Brunswick, New Jersey. Johnson & Johnson heeft meer dan 200 dochterondernemingen, waaronder het Belgische Janssen Pharmaceutica. Andere, in Nederland actieve dochterondernemingen, zijn onder andere Crucell, Janssen Biologics (voorheen Centocor) en Mentor Medical Systems in Leiden, JnJ Medical in Amersfoort, JnJ consumer in Almere en tot 2008 Cordis in Roden.
Tijdens de coronacrisis was JNJ een van de farmaceuten dat een vaccin tegen het COVID-19 probeerde te ontwikkelen. Onder meer de Europese Commissie had al tijdens de ontwikkeling afspraken gemaakt over aankoop van een eventueel ontwikkeld vaccin. In december 2020 maakte Paul Stoffels, de nummer twee van het bedrijf, bekend dat ze het COVID-19-vaccin Ad26.COV2.S hadden ontwikkeld, waarvan één dosis voldoende bescherming zou geven. Het vaccin werd in maart 2021 goedgekeurd door het Europees Geneesmiddelenbureau. In 2021 was de omzetbijdrage van dit vaccin ruim US$ 2 miljard.

### Resultaten
In 2023 behaalde JNJ een omzet van US$ 85 miljard en een nettowinst van ruim US$ 13 miljard. JNJ betaalt weinig winstbelasting, de belastingdruk was gemiddeld ongeveer 12% van de winst vóór belastingen in de periode 2021-2023. Vooral de internationale activiteiten profiteren van gunstige belastingregimes in Zwitserland, Puerto Rico en Ierland.
| Jaar | Omzet           | Nettoresultaat  | Werknemers |
| Jaar | (× US$ miljoen) | (× US$ miljoen) | Werknemers |
| ---- | --------------- | --------------- | ---------- |
| 1970 | 664             | 59              |            |
| 1980 | 4212            | 352             |            |
| 1990 | 9844            | 1082            |            |
| 2000 | 27.471          | 4167            |            |
| 2005 | 50.514          | 10.060          | 115.600    |
| 2010 | 61.587          | 13.334          | 114.000    |
| 2015 | 70.074          | 15.409          | 127.100    |
| 2016 | 71.890          | 16.540          | 126.400    |
| 2017 | 76.450          | 1300            | 155.000    |
| 2018 | 81.581          | 15.297          | 134.000    |
| 2019 | 82.059          | 15.119          | 132.200    |
| 2020 | 82.584          | 14.714          | 134.500    |
| 2021 | 93.775          | 20.878          | 141.700    |
| 2021 | 78.740          | 17.801          |            |
| 2022 | 79.990          | 16.370          |            |
| 2023 | 85.159          | 13.326          | 131.900    |